# Вавилон-5
«Вавилон-5» (англ. Babylon 5) — вигаданий всесвіт науково-фантастичного телевізійного серіалу, створений та спродюсований Джозефом Майклом Стражинськи. В основному дія сюжету відбувається на космічній станції «Вавилон-5», яка є центром політичних інтриг, дипломатії та війн із представниками далеких від Землі планет. Серіал є яскравим представником жанру пригодницької наукової фантастики — «космоопери». Тривав у оригінальному показі з 1994 по 1998 рік, але сюжетно почався в 1993 з фільму «Збір». Лавреат нагороди «Премія «Сатурн» за найкращий телесеріал, зроблений для кабельного телебачення»-1999.
Українською серіал дубльовано телеканалом ICTV.
27 вересня 2021 року творець космоопери поважний пан Стражинськи оголосив про узгодження довгоочікуваного перезапуску серіалу.

## Всесвіт серіалу

Станція «Вавилон-5»

### Передісторія
У 2156 році людей знайшла цивілізація центавріан, що поділилася технологією міжзоряних подорожей в обмін на культурні досягнення. Людство швидко поширилося галактикою, приєднуючи до Земного Альянсу нові планети. Зрештою люди зіткнулися з мінбарцями, дипломатичне непорозуміння з котрими призвело в 2245 до оголошення мінбарцями священної війни людям. Перевершуючи технологічно, мінбарці вигравали битву за битвою, проте напередодні вирішальної битви з нез'ясованої причини капітулювали.
Задля недопущення в майбутньому подібних війн Земний Альянс, Центавріанська Республіка, Мінбарська Федерація, Режим Нарна і Ліга неприєднаних світів у 2249 розпочали проєкт космічної станції «Вавилон» — центру зустрічей дипломатів, торговців і мандрівників різних цивілізацій.
Станцію довелося будувати наново п'ять разів — після невдачі чергового проєкту, починалося будівництво наступного. Перші 3 недобудовані станції («Вавилон», «Вавилон-2» і «Вавилон-3») були знищені вибухами диверсантів. Повністю побудована «Вавилон-4» загадковим чином зникла за добу до введення в експлуатацію. В 2257 році відкрилася станція «Вавилон-5» — остання надія на мир у галактиці.

### Станція «Вавилон-5»
Будівництво станції було профінансовано центавріанами та мінбарцями. Споруда поступалася розмірами та параметрами попередниці («Вавилон-4»): вона була меншою, 8 км завдовжки і без двигунів. Тому місцем її розташування стала точка Лагранжа L5 у системі Епсилон Ерідана. Розрахована на постійне перебування близько 250 тис. представників різних видів, станція поділяється на сектори, відповідно до спеціалізації:
- Синій сектор — більшість сектора розташована у сферичній частині на кінці станції. Це адміністративні приміщення, доки і причали, каюти постійного персоналу і медична лабораторія. Також тут розміщено ангари космічних літаків «Фурія», що складають основу самооборони «Вавилона-5». Вся станція контролюється з командної рубки, що знаходиться в кінці сектора.
- Коричневий сектор — тут переважно знаходяться заводи для підтримання діяльності станції.
- Зелений сектор — порожнистий всередині, має на внутрішній поверхні ландшафти і споруди для форм життя, що вимагають відмінних від земних умов.
- Червоний сектор — розташований у центрі станції, також порожнистий, призначений для людей та інших видів, які дихають киснем. Також тут розташовано Сад — штучні посадки для вироблення їжі, кисню та відпочинку.
- Жовтий сектор — тягнеться через майже всю станцію паралельно до інших секторів і не обертається, тому на ньому панує невагомість. Містить доки, склади і реактор холодного синтезу — головне джерело енергії «Вавилона-5».
- Сірий сектор — містить системи життєзабезпечення. Від нього відходять 12 сонячних панелей.

Внутрішнє перевезення людей і вантажів у «Вавилоні-5» відбувається завдяки системі шатлів, ліфтів та монорельсу, що пролягає крізь центр станції. Не всі мешканці станції мають однаковий достаток: безробітні населяють нетрі, розташовані всередині секторів поблизу зовнішньої оболонки станції, де немає нормальних умов і де панує злочинність.
«Вавилон-5» має власний невеликий військовий флот та економіку. Керує станцією Рада, яку очолює командир із Земного Альянсу, і посли головних іншопланетних цивілізацій: центавріанів, нарнів, мінбарців і ворлонців. Більшість питань вирішуються її голосуванням. Решта розумних видів мають у Раді один колективний голос.

### Технології
Міжзоряні подорожі здійснюються крізь гіперпростір, де можна рухатися швидше за світло. Входження до гіперпростору вимагає пристроїв вортекс-генераторів, однак вони дорогі, позаяк вимагають рідкісного елемента квантію-40. Більшість кораблів послуговується не власними, а зовнішніми генераторами, розміщеними в космосі. Це також дозволяє створювати й контролювати чіткі міжзоряні маршрути. Для навігації використовується мережа тахіонних маяків.

### Основні цивілізації
- Земний Альянс — держава людей, що об'єднує Землю, Марс, колонії на Оріоні-7, Проксимі-3, та космічні станції. Крім того у володіннях людства перебувають численні планети без постійного населення, що використовуються для добування корисних копалин. Земний Альянс замінив собою ООН після Третьої світової війни. Керується президентом і є демократичною республікою, але впродовж серіалу перетворюється на тоталітарну державу. Люди порівняно молода цивілізація, але швидко набирають впливу на галактичній політичній арені. Деякі люди володіють телепатичними здібностями.
- Центавріани — імперія, раніше республіка, що першою вийшла на контакт із людьми. Зовні центавріани дуже схожі на людей і довго вважалися спорідненим видом. Однак анатомія значно відрізняється від нашої: у них два серця, дві системи кровообігу, а статеві органи розміщені на боках тулуба. Вони відомі як манірні гедоністи та обманщики. Так, вони переконували людей в тому, що Земля є їхньою колишньою колонією, а центавріанська імперія займає всю галактику. Насправді їхня імперія не вельми велика і занепадає. Примітною особливістю є те, що жінки центавріанів голять голови, а чоловіки носять поперечні волосяні гребені, висота яких позначає суспільний статус.
- Нарни — витривалі гуманоїдні рептилії, що довго перебували під владою центавріанів, але в ході жорстокої війни вибороли незалежність. Нарни поділяються на класи і клани, відповідно до походження та роду занять. Головним є клас Внутрішнього Кола, куди входять представники найбільш знатних родів. Упродовж серіалу нарни прагнуть повернути захоплені центавріанами володіння.
- Мінбарці — високорозвинені гуманоїди, що володіють високими технологіями та сильними телепатичними здібностями. Не мають волосся, натомість наділені кістяним обручем на голові. Мінбарці поділяються на касти, де головує каста жерців. У минулому їхній пророк Велен розвинув суспільство мінбарців, очолив їхню війну проти Тіней та лишив пророцтво про повернення Тіней у майбутньому. Мінбарці вірять у переселення душ і припинили війну з людьми саме через те, що вирішили нібито в людях перероджуються померлі мінбарці.
- Ворлонці — одна з найрозвиненіших цивілізацій, яка втім рідко безпосередньо контактує з іншими видами. Ворлонці носять скафандри, тому їхній справжній вигляд для багатьох лишається таємницею. Без скафандра являють собою згустки світла, подібні на янголів. Вони потай спрямовують розвиток молодших видів задля підтримання порядку, іноді з'являючись у подобі янголів чи святих різних культур. Ворлонці — могутні телепати, також здатні до телекінезу і вселяння в інших істот. Здавна ворогують з Тінями, для боротьби з якими створили телепатів серед молодших цивілізацій.
- Тіні — інша могутня і давня цивілізація, котра воліє підштовхувати молодші види до війн, щоб сприяти постійному прогресу та виживанню найсильніших. Тіні виглядають як великі чорні комахи, хоча не ясно чи є це справжнім виглядом, чи скафандрами. Кораблі Тіней надзвичайно потужні, проте вразливі до телепатичних атак.
- Дракхи — гуманоїди з виростами на тілі, слуги Тіней. Від Тіней перейняли багато технологій і філософію.

## Сезони
| № | Українська назва              | Оригінальна назва        | Кількість епізодів | Оригінальний показ                  |
| - | ----------------------------- | ------------------------ | ------------------ | ----------------------------------- |
| 1 | Прикмети і віщування          | Signs and Portents       | 22                 | 26 січня 1994 — 26 жовтня 1994      |
| 2 | Прихід Тіней                  | The Coming of Shadows    | 22                 | 2 листопада 1994 — 1 листопада 1995 |
| 3 | Критична точка                | Point of No Return       | 22                 | 6 листопада 1995 — 28 жовтня 1996   |
| 4 | Ані здаватися, ані відступати | No Surrender, No Retreat | 22                 | 4 листопада 1996 — 27 жовтня 1997   |
| 5 | Вогняне колесо                | Wheel of Fire            | 22                 | 21 січня 1998 — 25 жовтня 1998      |

## Сюжет

### Перший сезон
«Вавилон 5» успішно діє, але несподівано на колонію центавріан стається напад нарнів. Посол нарнів вважає, що його народ має право відвоювати свою колишню колонію. Центавріанський посол Лондо Молларі ж мріє про відновлення колишньої величі рідної імперії. Капітан Джеффрі Синклер і Майкл Гарібальді опиняються в оточенні конфліктів різних цивілізацій. На станції викриваються інтриги, шпигунства, контрабанда.
Несподівано з'являється попередня станція «Вавилон-4», що зникла перед запуском в експлуатацію. Синклер рятує екіпаж станції, розкриваючи існування часової аномалії, що забирає «Вавилон-4» назад. На станцію прибуває таємничий містер Морден, який запитує чого хочуть різні високопосадовці і їхні бажання починають неочікуваним чином здійснюватися. На «Вавилоні-5» виявляють діяльність могутньої Сірої Ради мінбарців. Посол Деленн, яка є її членом, починає перетворення на гібрида мінбарця й людини, щоб закласти основу для кращого порозуміння видів.
Президент Земного Альянсу, Льюїс Сантьяго, помирає і на «Вавилоні-5» підозрюють, що це було вбивство.

### Другий сезон
Синклера призначають послом на Мінбарі, на борту станції його замінює капітан Джон Шерідан. Він розслідує, що вбивство президента було організовано його наступником, Морганом Кларком. Наростає конфлікт між керівництвом «Вавилона-5» і Псі-корпусом — організацією, котра наглядає за людьми з телепатичними здібностями. Центавріанський посол Лондо Молларі з'ясовує стосунок Мордена до нападу нарнів. Імператор центавріанів вирушає з мирною місією на «Вавилон-5», але помирає дорогою. Молларі та лорд Рефа домагаються призначення новим імператором маріонеткового правителя.
Між центавріанами і нарнами починається війна, в якій центавріанам допомагають напівлегендарні та дуже розвинені технологічно Тіні. Центавріани завойовують Нарн, скориставшись забороненими мас-прискорювачами. Споконвічні противники Тіней, ворлонці, стають на бік мирних цивілізацій.

### Третій сезон
Президент Кларк і Псі-корпус досліджують корабель Тіней, виявлений в Сонячній системі з метою добути технології для свого дедалі більш жорстокого режиму. Шерідан підриває корабель, але розуміє, що агенти президента вже є на «Вавилоні-5». Кларк встановлює тоталітарний лад, ворожий до іншопланетних цивілізацій. На Марсі починається визвольна війна. «Вавилон-5» намагається не допустити конфлікту із Землею і протистоїть агентам організації «Нічна варта» серед екіпажу станції. Внаслідок придушення повстання на Марсі кілька людських колоній оголошують незалежність, «Вавилон-5» стає на їхній бік. Земні сили беруться захопити «Вавилон-5», та завдяки допомозі мінбарців станцію вдається оборонити.
Центавріани, бачачи все більший контроль над собою з боку Тіней, вирішують порвати зв'язки з ними. Містер Морден обманом змушує їх продовжити співпрацю. Тіні починають відкрите протистояння з альянсом, керованим з «Вавилона-5». Виявляється, телепатичні здібності в людей та інших видів було розвинено ворлонцями і телепатичні атаки згубні для кораблів Тіней. Капітан Шерідан, невдоволений обмаллю допомоги з боку ворлонців, підмовляє ворлонського посла до атаки на Тіней. Та в результаті це призводить до загибелі посла.
Синклер повертається на «Вавилон-5», щоб втілити план протидії Тіням. З допомогою Шерідана й друзів він викрадає «Вавилон-4» та переносить станцію на 1000 років у минуле з метою створити базу для протидії ворогам. Синклер перетворює себе на гібрид людини і мінбарця. В минулому він стає пророком Веленом, який закладає основу до майбутнього союзу людей та мінбарців. Шерідан внаслідок часової аномалії бачить майбутнє, де столицю центавріан знищують Тіні.
Шерідан з Деленн починають романтичні стосунки, та з'являється його дружина Анна, котра вважалася загиблою під час розкопок на планеті Заґадум. Вона переконує Шерідана в тому, що Тіні не є злими. Попри недовіру, той вирушає з нею на Заґадум у надії відвернути падіння центавріанів. Там він знаходить місто Тіней, ті намагаються переманити його на службу собі. Шерідан відмовляється і підриває місто заздалегідь взятими атомними зарядами. Сам він рятується в підземеллях планети, де зустрічає істоту Лоріена — наставника ворлонців і Тіней, одного з прадавніх Перших.

### Четвертий сезон
Лоріен з Шеріданом повертаються на «Вавилон-5», де запобігають розвалу альянсу цивілізацій. Лондо Молларі вбиває імператора центавріан і Мордена, припиняючи тим самим співпрацю своєї цивілізації з Тінями. Також він звільняє Нарн від окупації та знищує кораблі Тіней на столиці Центавр Прайм, тим самим вберігаючи планету від знищення ворлонцями. Шерідан розкриває, що і ворлонці і Тіні вважають себе наставниками молодших цивілізацій, але мають різну філософію. Ворлонці та Тіні вирішують покинути галактику, оскільки молодші види, і Шерідан зокрема, пішли власним шляхом, а не піддалися їхнім маніпуляціям.
Конфлікти в галактиці тривають. Майкл Гарібальді зраджує Шерідана на користь Вільяма Едгара, марсіанського магната. Той розробляє вірус, вбивчий для телепатів. Псі-корпус повертає Гарібальді та вбиває Едагара. Тоталітарний уряд Землі захоплює Шерідана, щоб тортурами зробити з нього знаряддя власної пропаганди. Гарібальді визволяє його, вони повертаються до альянсу «Вавилона-5», який знищує тоталітарний режим в короткій, але кривавій війні. Президент Кларк вчиняє самогубство і в людстві відновлюється демократія.
Шерідан стає очільником Рейнджерів — новоутвореної організації, покликаної підтримувати мир у галактиці. Шерідан одружується на Деленн і вважає, що їхні діяння не лишаться в історії надовго. Останній епізод сезону показує, що в майбутньому їхню роль вважають перебільшеною. Через 1000 років на Землі встановлюється нова диктатура і стається ядерна війна. Земляни відкочуються до середньовічного рівня та вважають Шерідана з Деленн радше легендою, ніж реальними особами. Завдяки Рейнджерам планета поступово відновлюється. Через мільйон років люди стали подібними до ворлонців. Остання людина, що лишилася на Землі, перед вибухом Сонця відправляє історичні хроніки на Нову Землю. Вона каже, що Шерідана з Деленн пам'ятають і людство зуміло побудувати суспільство, яким вони пишалися б.

### П'ятий сезон
«Вавилон-5», що стала штаб-квартирою Міжзоряного Альянсу, очолює Елізабет Лохлі. Також станція починає слугувати святилищем для телпатів, для котрих став пророком колишній посл нарнів Ґ'Кар. Союзники Тіней дракхи підштовхують центавріан до війни з Міжзоряним Альянсом, маніпулюючи за допомогою паразита Хранителя регентом. Нарни та дразі атакують Центавр Прайм, після чого Лондо Молларі стає імператором. Вір Котто замінює його на «Вавилоні-5» як посол. Ґ'Кар тікає зі станції, щоб позбутися неочікуваної слави. Шерідан і Деленн переселяться на Мінбар, куди переноситься штаб-квартира Альянсу. Багато їхніх знайомих також покидають «Вавилон-5».
Через 16 років Лондо жертвує собою задля Шерідана, щоб він з дружиною врятували Центавр Прайм від таємного контролю дракхів. Намагаючись зняти з нього Хранителя, Ґ'Кар вбиває Лондо і гине сам. Ще за 3 роки Шерідан близький до смерті та востаннє відвідує «Вавилон-5». Він помирає, але постає перед Першими, котрі запрошують його вирушити з ними за межі галактики. Настає мир, «Вавилон-5» більше не потрібна, тож станцію демонтують, підірвавши її невдовзі після смерті Шерідана.

## Основні персонажі
Джеффрі Синклер (Майкл О'Хара) — командир «Вавилона-5», колишній пілот винищувача, учасник земляно-мінбарскої війни. Вважає, що командування станцією не підходить для нього і через рік стає послом Земного Альянсу на планеті Мінбар.
Джон Девід Шерідан (Брюс Бокслейтнер) — наступник Синклера, нащадок генерала Шерідана, герой земляно-мінбарської війни, здібний дипломат.
Сьюзен Іванова — заступник командира станції, трудоголік, має обмаль друзів. Різко виступає проти Псі-корпусу, позаяк її мати померла від ліків, які блокували телепатію. Сьюзен — уродженка Росії, але також цікавиться юдаїзмом, оскільки серед її предків були євреї.
Майкл Гарібальді (Джеррі Дойл) — начальник служби безпеки. Уродженець Марса, наполегливий і дотепний, колишній алкоголік.
Талія Вінтерс — телепат на борту «Вавилона-5», що надає телепатичні послуги в переговорах для забезпечення чесності сторін. Має приховану другу особистість, закладену Псі-корпусом.
Стівен Франклін — фахівець із біології іншопланетян, керівник медичної лабораторії «Вавилона-5». Володіє високими моральними якостями та прагне допомагати жителям станції, навіть коли це суперечить думці інших.
Лондо Молларі — посол центавріанів, одержимий прагненням повернути своїй державі колишню велич. Попри посаду, більшість часу проводить за розвагами. Як і більшості центавріан, йому властиві лицемірство, разом з тим він жартівник.
Деленн — посол мінбарців, представниця релігійної касти, одна з учасників таємної Сірої Ради. Вона цікавиться людьми і намагається дізнатися про них якомога більше. З цієї причини перетворила себе на гібрид людини та мінбарця.
Ґ'Кар — амбітний посол нарнів. Часто поводиться зухвало і хоче помститися центавріанам за колишню окупацію. Недоброзичливо ставиться до Лондо, та з часом вони стають хорошими друзями.

## Побічні серіали
- «Хрестовий похід» (англ. Crusade, 1999) — налічує 13 епізодів, сюжетно продовжує «Вавилон-5».
- «Вавилон-5: Втрачені оповіді» (англ. Babylon 5: The Lost Tales, 2007) — було знято лише 2 епізоди, випущених на DVD. Сюжет розгортається паралельно до оригінального серіалу.

## Фільми
- «Збір» (англ. The Gathering, 1993)
- «На початку» (англ. In the Beginning, 1998)
- «Третій простір» (англ. Thirdspace, 1998)
- «Ріка душ» (англ. The River of Souls, 1998)
- «Заклик до зброї» (англ. A Call to Arms, 1999)
- «Легенда про Рейнджерів: Життя і смерть у світлі зірок» (англ. The Legend of the Rangers: To Live and Die in Starlight, 2002)
- «Вавилон 5: дорога додому» (англ. Babylon 5: the Road Home, 2023), повнометражний анімаційний

### Новелізації
- «Вавилон-5: На початку» (англ. Babylon 5: In the Beginning, 1998)
- «Вавилон-5: Третій простір» (англ. Babylon 5: Thirdspace, 1998)
- «Вавилон-5: Заклик до зброї» (англ. Babylon 5: A Call to Arms, 1999)

### Окремі романи
- «Голоси» (англ. Voices, 1995)
- «Звинувачення» (англ. Accusations, 1995)
- «Клятва на крові» (англ. Blood Oath, 1995)
- «Закон Кларка» (англ. Clark's Law, 1996)
- «Доторк твоєї тіні, шепіт твого імені» (англ. The Touch of Your Shadow, the Whisper of Your Name, 1996)
- «Зради» (англ. Betrayals, 1996)
- «Тінь усередині» (англ. The Shadow Within, 1997)
- «Корисливі цілі» (англ. Personal Agendas, 1997)
- «Мріяти в місті смутку» (англ. To Dream in the City of Sorrows, 1997)

### Трилогія Псі-корпусу
- «Темне походження — Народження псі-корпусу» (англ. Dark Genesis — The Birth of the Psi Corps, 1998)
- «Смертельні зв'язки — Піднесення Бестера» (англ. Deadly Relations — Bester Ascendant, 1999)
- «Остаточна відплата — Доля Бестера» (англ. Final Reckoning — The Fate of Bester, 1999)

### Трилогія Легіонів Вогню
- «Довга ніч Центавр Прайм» (англ. The Long Night of Centauri Prime, 1999)
- «Армії Світла і Темряви» (англ. Armies of Light and Dark, 2000)
- «Подалі від Темряви» (англ. Out of the Darkness, 2000)

### Трилогія Проходу техномагів
- «Відкидання Тіней» (англ. Casting Shadows, 2001)
- «Призов Світла» (англ. Summoning Light, 2001)
- «Заклик Темряви» (англ. Invoking Darkness, 2001)

### Збірки оповідань
- «Вавилон-5 — Інші голоси» (англ. Babylon 5: Other Voices, 2008) — у трьох томах.

Також було видано низку книг про створення серіалу, сценарії епізодів, та довідники зі всесвіту «Вавилона-5».